# 580'erne
Århundreder: 5. århundrede – 6. århundrede – 7. århundrede
Årtier: 530'erne 540'erne 550'erne 560'erne 570'erne – 580'erne – 590'erne 600'erne 610'erne 620'erne 630'erne
År: 580 581 582 583 584 585 586 587 588 589